# Bonea (geslacht)
Bonea is een geslacht van hooiwagens uit de familie Podoctidae. De wetenschappelijke naam is gepubliceerd door Roewer in 1913.

## Soorten
Bonea omvat de volgende tien soorten:
- Bonea albertus
- Bonea armatissima
- Bonea cippata
- Bonea longipalpis
- Bonea palpalis
- Bonea sarasinorum
- Bonea scopulata
- Bonea silvestris
- Bonea tridigitata
- Bonea zhui